# Plecoptera fletcherana
Plecoptera fletcherana là một loài bướm đêm trong họ Erebidae.